# Nándor Kovács
Nándor Kovács (ur. 18 maja 1881 w Budapeszcie, zm. 4 stycznia 1945 tamże) – węgierski lekkoatleta specjalizujący się biegach płotkarskich i skoku w dal, gimnastyk, uczestnik igrzysk olimpijskich.
Kovács reprezentował Królestwo Węgier na Olimpiadzie Letniej rozegranej w 1906 roku w Atenach. Był członkiem gimnastycznej reprezentacji Węgier, która zajęła w wieloboju drużynowym szóste miejsce. Wystartował także w biegu na 110 metrów przez płotki, w którym odpadł w eliminacjach.
Kovács wystartował na igrzyskach olimpijskich dwukrotnie. Po raz pierwszy miało to miejsce podczas IV Letnich Igrzysk Olimpijskich w Londynie w 1908 roku. Reprezentant Węgier wziął udział w dwóch konkurencjach. W biegu na 110 metrów przez płotki Kovács wystartował w dziesiątym biegu eliminacyjnym. Z czasem 17,2 sekundy zajął w nim drugie miejsce i odpadł z dalszej rywalizacji. Na dystansie 400 metrów przez płotki odpadł w fazie półfinałowej nie ukończywszy swojego biegu. Cztery lata później, podczas V Letnich Igrzysk Olimpijskich w Sztokholmie, wystartował w skoku w dal, który ukończył na dwudziestym szóstym miejscu skacząc na odległość 5,96 metra.
Reprezentował barwy budapesztańskich klubów BBTE i Ferencvárosi TC.

## Rekordy życiowe
- Bieg na 110 metrów przez płotki – 16,2 (1911)
- Bieg na 400 metrów przez płotki – 1:03,6 (1908)